# Mizqal Al Fayez
Mithqal Sattam Fendi Al Fayez ( árabe: مثقال الفايز , (22 de abril de 1880-14 de abril de 1967) fue una figura política y tribal jordana histórica cuyo trabajo ayudó al establecimiento del Reino Hachemita de Jordania. Mithqal fue uno de los dos principales jeques de Bani Sakhr ; tomó el poder a principios del siglo XX y encabezó la mitad Al-Twaga de la tribu Bani Sakhr, que consistía en Al-Ghbein, Al-Amir, Al-Ka'abna, Al-Hgeish, Al-Saleet y los clanes Al-Taybeen. También encabezó su propio clan, Al-Fayez.

## Primeros años de vida
Mithqal Sattam Al-Fayez nació en la familia de los principales jeques de la confederación tribal Bani Sakhr alrededor del año 1880. Durante dos generaciones, su familia inmediata había liderado la confederación, uno de los grupos tribales nómadas más grandes y fuertes del desierto sirio. La infancia de Mithqal transcurrió con la familia Kawakbeh de la tribu Ruwallah, la tribu de su madre, donde aprendió a montar y luchar. También adoptó su acento y se quedó con él el resto de su vida. Mithqal solo regresó a Bani Sakher alrededor del año 1900, pero tenemos evidencia de que ya era un jeque prominente en la familia a la edad de 21 años.

## Ascender al poder

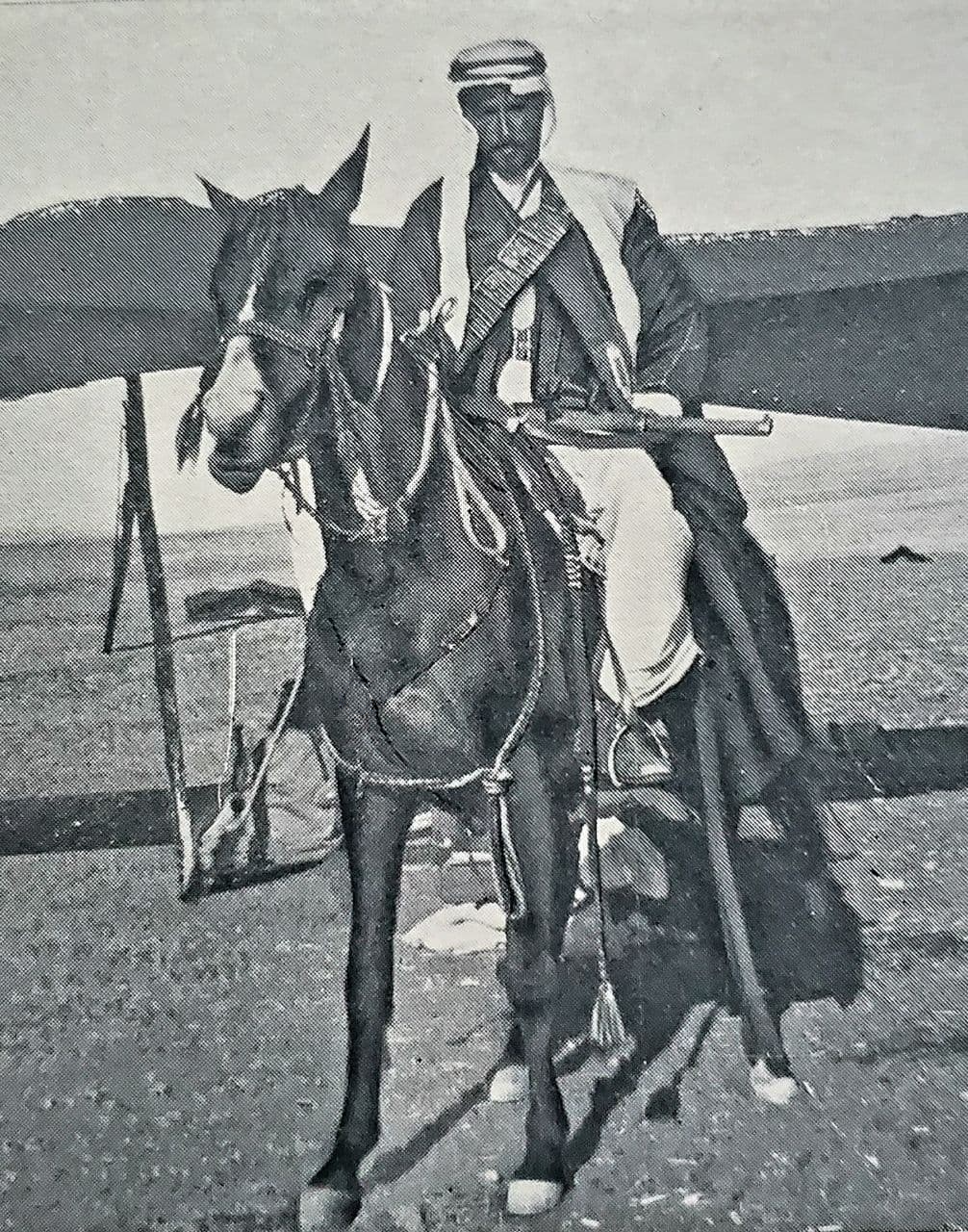
Mithqal montando en 1927, tomado por WB Seabrook

Mithqal rápidamente se hizo un nombre como líder de incursiones. Su éxito en la batalla le ha valido rápidamente una reputación que lo ayudó a convertirse en el trampolín hacia la posición de liderazgo.
El hermano mayor de Mithqal, Fawwaz al-Fayez, fue el líder de Bani Sakher antes que él, pero hubo un informe periodístico en 1913 que sugiere que los dos jeques actuaban como socios en el liderazgo de Bani Sakher bajo el patrocinio otomano. En general, eran conocidos por su amistad con el gobierno y enfrentaron oposición interna por esa razón.
Cuando Fawwaz murió en el verano de 1917, Mithqal quería ser el próximo jeque del clan. Sin embargo, el consejo tribal eligió a Mashour, el hijo de Fawwaz, en su lugar. Pensaron que Mashour, que había ido a la escuela en Damasco, estaba más calificado. Mithqal era mayor y más experimentado, pero la decisión del consejo se basó en factores más importantes. Mithqal no estuvo de acuerdo con que su primo menor asumiera el cargo; a cambio, el sultán le otorgó el título de Pasha, y fue el único jeque árabe que obtuvo este título de los otomanos.
Después de la muerte de Mashour cuatro años después en un conflicto tribal, Mithqal fue una elección indiscutible para el título.

## Aventuras en Arabia

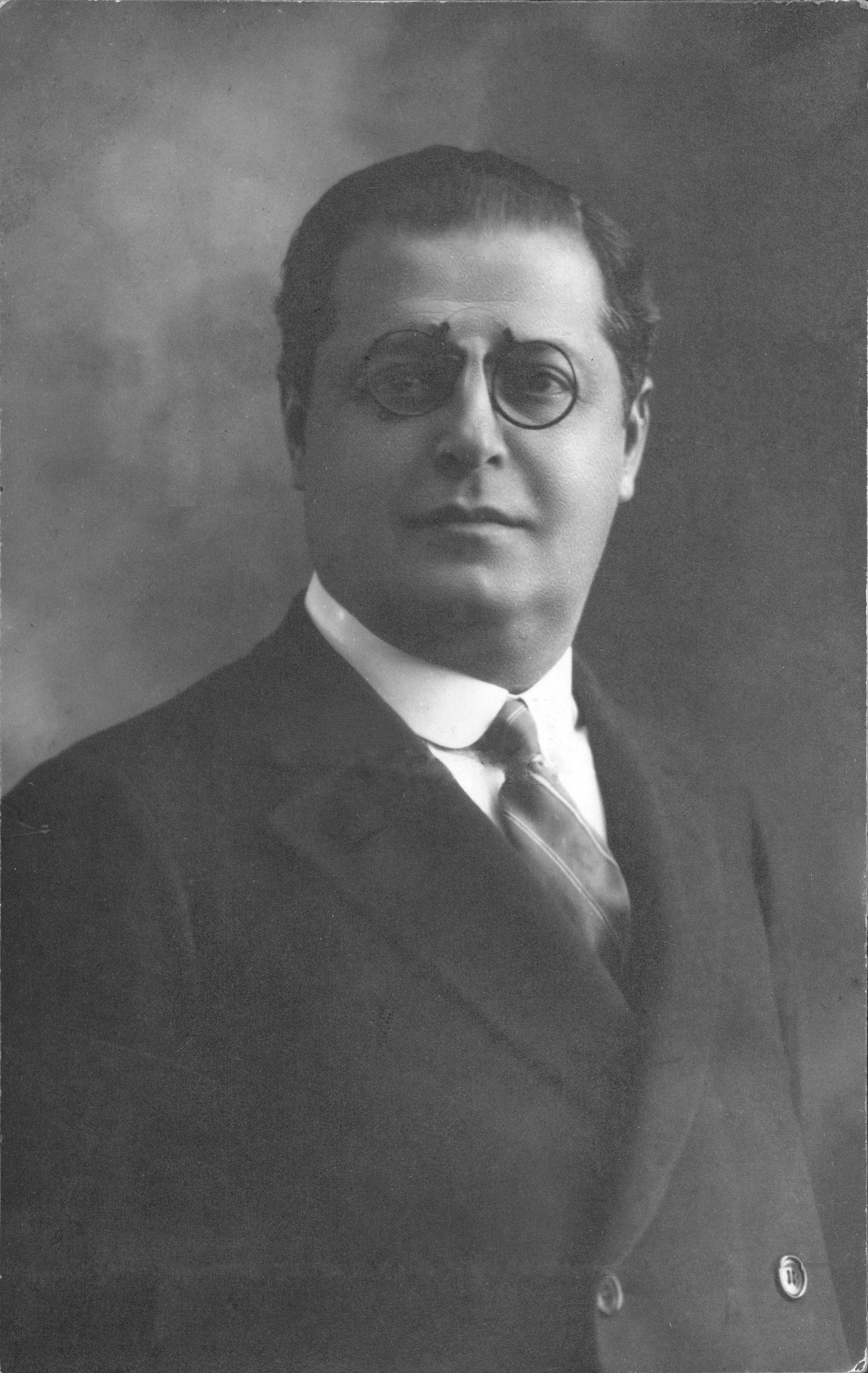
Emir Emin Arslan

En 1925, William Seabrook trató de reunirse con Mithqal después de que el Emir Emin Arslan le hablara de él, donde el Emir lo envió a Ali Rikabi Pasha, el tercer primer ministro de Jordania, para que lo transmitiera al Emir Abdullah I, quien "seguramente sabría donde está Mithqal", ya que "se llamaban primos y eran amigos durante años". Emir Emin envió a William con una carta a su nombre, que decía

En el nombre de Allah, el Misericordioso, el Compasivo. Este hombre está en mi cara, y en la cara de Mithkal Pasha el Fayiz, jeque de jeques del Beni Sakhr, con quien, si es tocado, habrá una enemistad de sangre”.

William pronto usaría esta carta ya que fue detenido por ladrones beduinos que le ordenaron todas sus pertenencias y las de su guía, y al leer la carta optaron por disculparse y dejarlos pasar.
William finalmente llega al campamento de Mithqal y escribe sus primeras impresiones de él:

“Así que este era el hombre del que mi principesco amigo me ha contado tantas cosas fascinantes, que ahora pasó por mi mente en un revoltijo mientras estaba de pie frente a él: el señor supremo de cincuenta mil rebaños y doce mil guerreros, un multi- millonario incluso en términos de dólares americanos- el dueño de seis pueblos y muchas millas de tierra cultivada, y un palacio”

"En cualquier compañía del mundo Mithkal se habría destacado como un aristócrata nato. Era un hombre de apenas cuarenta años, estatura mediana, esbelto, con manos bellamente formadas, tez tersa, bronceada, rasgos de regularidad clásica, pequeños y puntiagudos negros. barba y un pequeño bigote, con profundos ojos marrones notables por su amabilidad e inteligencia, pero que más tarde supe que podían volverse negros y relámpagos”.

William pasaba meses con Mithqal y Bani Sakher, participaba en batallas con ellos y volvía a contar historias tribales famosas como "Los ojos de Gutne" y la benevolencia de Haditha en su libro Aventuras en Arabia (1927).

## Relaciones y alianzas
Mithqal mismo nació de una alianza estratégica calculada entre Beni Sakher y Ruwalla, y en el transcurso de su vida construyó fuertes relaciones mutuamente beneficiosas con otras figuras importantes en Arabia y en el extranjero.

### Rey Abdalá I
Luego, Emir Abdullah I tuvo una relación personal, política y comercial con Mithqal. Su primer encuentro fue en 1920, cuando Mithqal aceptó la invitación de Abdullah a una reunión en Ma'an, acordó aliarse él y su tribu con Abdullah e invitarlo a Amán. Con el apoyo de Mithqal y su suegro, el alcalde Saeed Pasha Khayr, Amán se convirtió en el punto focal de los hachemitas en Jordania. Mithqal era el aliado más importante y poderoso de Abdullah en Jordania y, a cambio, Abdullah eximió a Mithqal y a su familia de impuestos y les otorgó la tierra que los otomanos confiscaron para construir el ferrocarril Hijaz y obsequios como el automóvil que le dio a Mithqal.

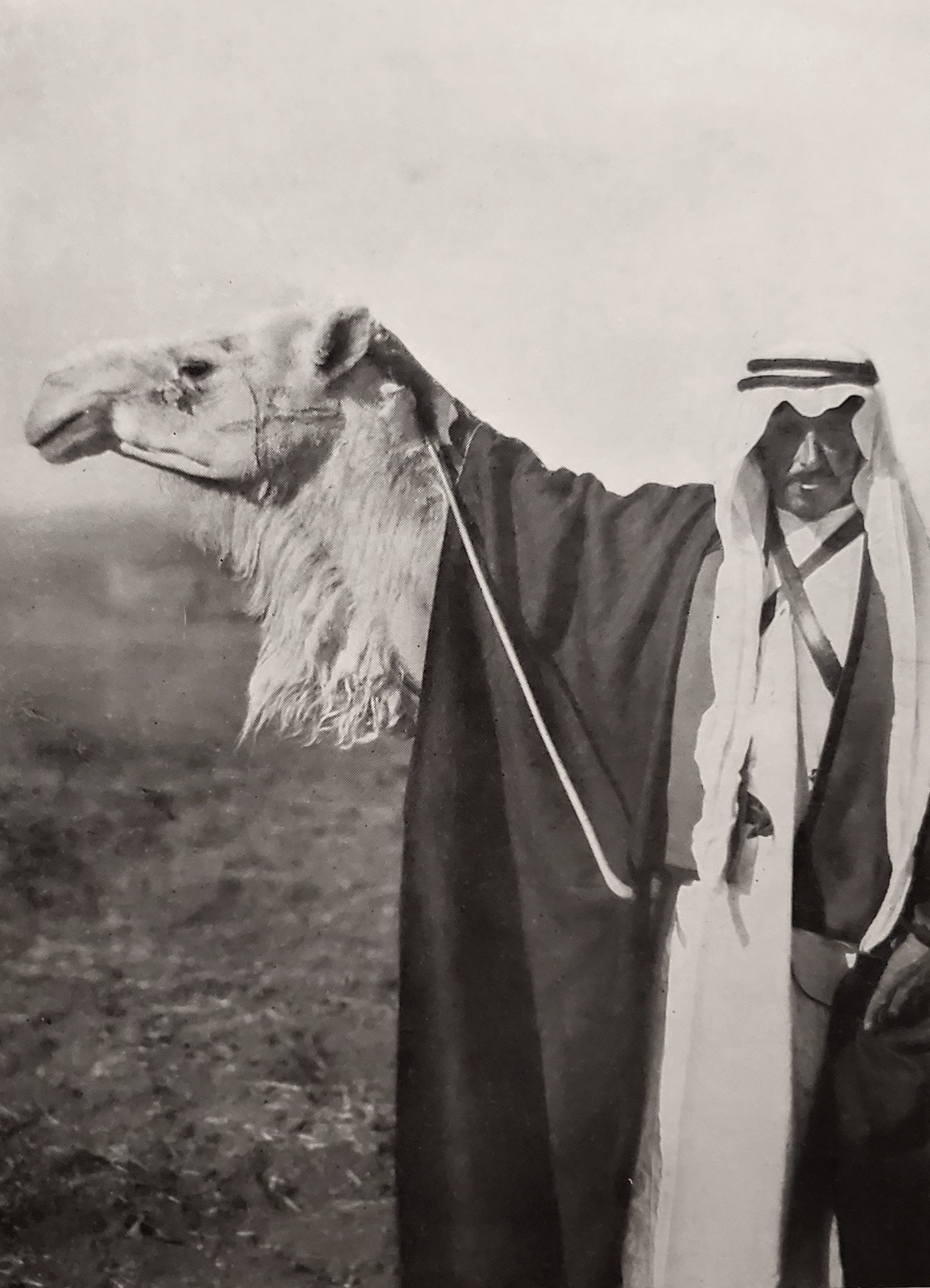
Al-Fayez y su camello favorito

En el verano de 1923, Mithqal le confirió el grado de teniente general del ejército del emirato. Esto se debió a la contribución de Mithqal y su creciente participación en la protección de las fronteras del emirato desde su flanco oriental contra la agresión expansionista de los wahabíes.
Cuando en 1930, el hijo mayor de Mithqal, Sultan, murió de una enfermedad, Mithqal se negó a dejar su tumba después del funeral; solo para ser persuadido por Emir Abdullah. En 1924, Mithqal y Emir Abdullah fueron juntos a La Meca para realizar el Hajj. Mithqal apoyaría públicamente a Abdullah en su intento de unificar el país, esto ayudó a consolidar la posición del Emir en Jordania, que todavía estaba gobernada tribalmente en ese momento. El apoyo de Mithqal al Emir Abdullah (y a los reyes posteriores) también se señala como una de las razones de la relativa estabilidad de Jordania y su integridad soberana, ya que el rey Faisal Al Saud señaló que "si no fuera por Beni Sakher, nuestras fronteras llegarían a Palestina".. Emir Abdullah ayudaría a prestar dinero de Mithqal para cultivar su tierra, y cuando faltaban los fondos propios del Emir, él y Mithqal asegurarían tratos de tierras e hipotecarían ambas tierras a banqueros extranjeros como el tamaño adicional de Mithqal y los gobiernos. la tierra ayuda a aprovechar las ofertas a su favor.

### Rey Faisal I de Irak
Mithqal mantuvo una relación amistosa con el rey Faisal I después de 1919. Conoció a Faisal antes de que se convirtiera en rey de Irak y lo recibió en Um Al-Amad en 1923, donde Faisal pasó la noche. Mithqal también asistió a la recepción de Faisal en Alejandría y a la ceremonia de la muerte del hijo del rey Faisal, Ghazi.

### Jeques y dignatarios regionales notables
- Saeed Pasha Kheir
- Jeque Haditha Al-Khraisha
- Jeque Shaher Sayel Al-Hadid
- Abdul Hameed Shoman
- Jeque Fawaz Barakat Al-Zoubi
- Jeque Minwer Shtewi Al-Hadid
- Hamad Pasha Al-Basilea

## Papel en la agricultura de Jordania
Mithqal heredó su amor por la agricultura de su padre, Sattam Al-Fayez. Trabajó duro para mejorar la tierra en Jordania solo para obtener trigo, lentejas, aceitunas y otras verduras. Su trabajo fue muy importante para el país, ya que fue la primera persona en importar un tractor mecánico y un arado. El efecto de esta compra ha ayudado al país a salir de una hambruna azotada por la pobreza a mediados de la década de 1930 como la producción de trigo y apenas ha aumentado de 40.000 toneladas y 16.000 de 1936 a 113.000 toneladas y 53.000 toneladas en 1937; esto efectivamente triplicó el suministro de alimentos de la tierra y ayudó a alimentar a sus habitantes. Este aumento en la producción también triplicó las exportaciones de alimentos de Jordania durante esos años, lo que abrió los ingresos tan necesarios para la Transjordania asolada por la pobreza de ese momento.

## Emboscada de la década de 1930
Mithqal estaba montando su caballo en el desierto durante la temporada de invierno. Estaba con un solo hombre, y los Bani Sakhr habían emigrado al este hacia Wadi Sirhan. De repente, Mithqal y su escolta fueron sorprendidos por una emboscada tendida por miembros de una tribu enemiga. Una bala rozó el costado de la cabeza de Mithqal, casi matándolo, y lo alcanzó en el hombro. Mithqal y su escolta respondieron y lograron ahuyentar a sus atacantes, pero Mithqal resultó gravemente herido. Su escolta ató un trozo de tela alrededor de su hombro sangrante, lo tiró sobre su yegua y cabalgó rápidamente para buscar ayuda.
Llegaron al campamento cercano de un miembro de la tribu Bani Sakhr y le pidieron ayuda para conseguir un automóvil para llevar a Mithqal a un hospital. Envió a uno de sus hombres en camello al campamento de Shaykh Haditha Al-Khraisha, quien a su vez envió un mensajero a Amán. Finalmente llegó un automóvil, pero mientras tanto, Mithqal sufría pérdida de sangre y tenía un gran dolor. Mithqal pasó veinte días en un hospital de Amán. Sobrevivió, pero el daño fue irreversible. Por el resto de su vida, apenas pudo usar ese brazo, que colgaba casi sin vida de su hombro.

## Encarcelamiento del mayor general Fredrick Peake

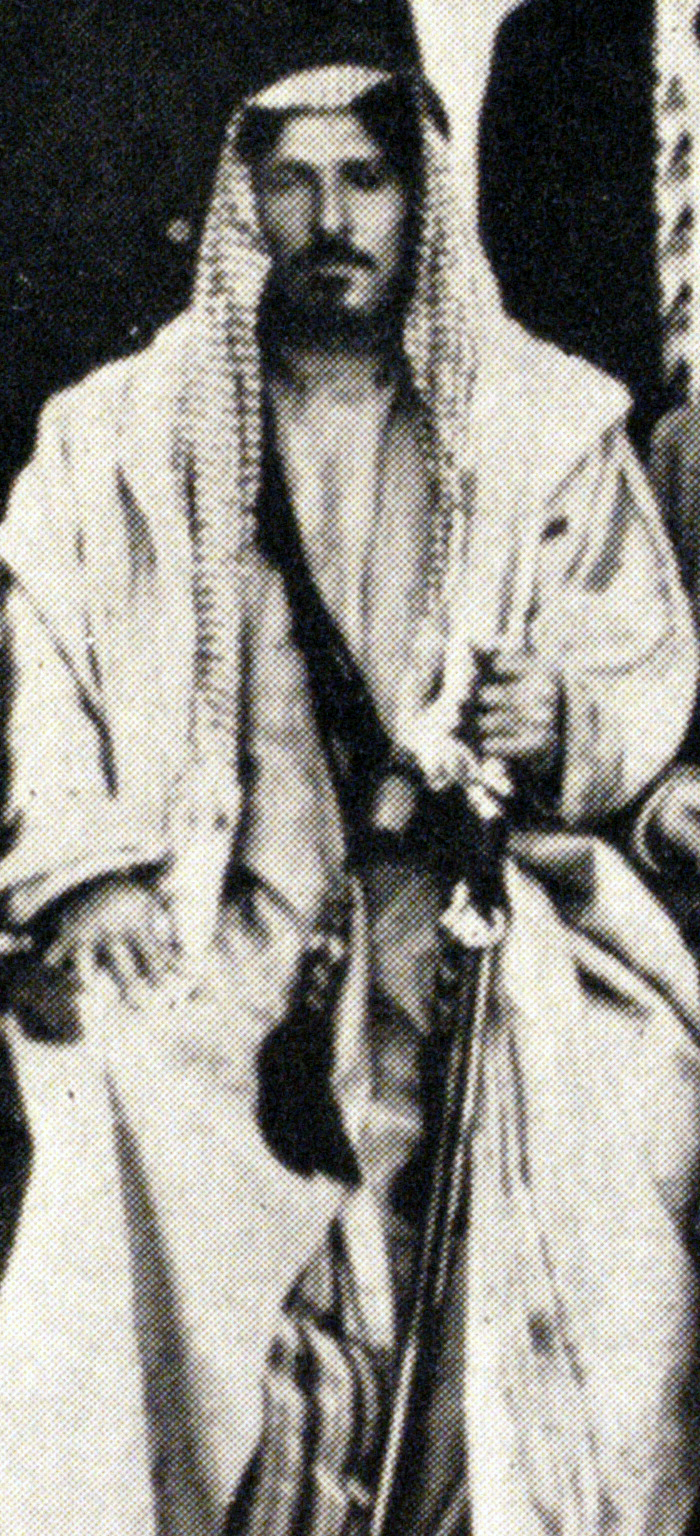
Mizcal en Jerusalén, 1933.

En 1919, durante una disputa territorial de más de una década, el mayor general Fredrick Peake buscó una reunión con Mithqal para discutir la disputa. Sin embargo, Mithqal elige quedarse en la sede de su familia en Um Al Amad, lo que llevó a Peake a acercarse a él desarmado para evitar un gran conflicto. Inicialmente, Mithqal accedió a su solicitud, sin embargo, al día siguiente, Mithqal ordenó el arresto del Mayor General, lo que llevó a Peake a permanecer en los establos de Al-Fayez durante al menos un día. No está claro por qué Mithqal ordenó el arresto de Peake, y aunque Peake escribe desfavorablemente sobre Mithqal de una manera socavadora en sus libros, según los informes, "no guardó rencor" según la biografía de Peake de CS Jarvis.

## Últimos años
La salud de Mithqal pronto comenzó a deteriorarse poco después de la muerte en 1962 de su esposa favorita 'Adul, que fue un duro golpe para Mithqal. En los últimos cinco años de su vida, sufrió un deterioro progresivo de la salud. Aunque tuvo la suerte de recibir un excelente tratamiento médico en El Cairo, Beirut y Europa, la diabetes y otras enfermedades relacionadas con la edad provocaron su muerte a finales de los ochenta en abril de 1967.

## El legado de Mithqal
El período de luto había terminado y los dignatarios y la gente común abandonaron la casa de Mithqal. La afligida familia tuvo que lidiar con el enorme vacío creado por la desaparición de Mithqal. Era indiscutible que el hijo mayor, Akef Al-Fayez, se convertiría en el cabeza de familia y principal portador del legado de su padre.
El 1 de julio de 1981, el rey Hussein inauguró la mezquita Sheikh Mithqal Al Fayez en Um Al-Amad. La mezquita fue construida por Akef, en conmemoración de su difunto padre. A la inauguración asistieron el rey Hussein, Akef Al-Fayez, el príncipe Raid Ibn Zaid, el presidente del Tribunal Supremo islámico, el jeque Ibrahim Al Qatan, y el ministro de Awqaf y Asuntos Islámicos, Kamel Al Sharif.
Una de las primeras cosas que hizo la familia fue reunirse para distribuir las enormes tierras de Mithqal. En el momento de su muerte, Mithqal había acumulado al menos 120 000 dunams (30 000 acres) en Jordania, principalmente alrededor del sur de Amán y el norte de Madaba. Varios años después, la familia vendió una gran parte de esa tierra al gobierno jordano. Hoy, el Aeropuerto Internacional Queen Alia se encuentra en lo que solían ser los campos de Mithqal.
El 25 de mayo de 2021, Mithqal recibió póstumamente la Medalla del Centenario del Estado, en la 75.ª Independencia del Reino, su hijo HE Trad Al-Fayez recibió el premio en su nombre. El hijo de Mithqal, Akef Al-Fayez, también recibió la medalla póstumamente, recibida por el hijo de su Akef, HE Faisal Al-Fayez.

## Mithqal en la cultura popular
Mithqal fue un personaje principal y el personaje principal en la primera mitad de las Aventuras en Arabia de William Seabrook cuando William buscó encontrar a Mithqal y experimentar el estilo de vida árabe a fines de la década de 1920.
A principios de 2018, la productora Al-Hijjawi anunció que se estaba preparando una serie dramática de televisión que seguía la vida de Mithqal.
El 22 de mayo de 2019, Al-Mamlaka transmitió un documental de 50 minutos en su canal de televisión que sigue los acontecimientos de la vida de Mithqal. El documental también ha sido subido a su canal de Youtube.